# Picture This
Picture This (Imaginem que... no Brasil) é um livro de Joseph Heller lançado em 1988.
Assim como sua interpretação da história do Rei Davi em God Knows, aqui Heller difere pouco da versão original. 

## Sinopse
O romance é uma jornada eclética através de três períodos da história, todos conectados por um único quadro: Aristóteles Contemplando o Busto de Homero, de Rembrandt. Com reflexões constantes sobre as diferentes eras, o livro se alterna entre as épocas de Aristóteles, Rembrandt e Heller — a Era de Ouro de Atenas, a breve Era de Ouro dos Países Baixos no século XVII e a Era de Ouro dos Estados Unidos.